# Chamaerhodos grandiflora
Chamaerhodos grandiflora là loài thực vật có hoa trong họ Hoa hồng. Loài này được Bunge mô tả khoa học đầu tiên.